# A Teiniaguá
A Teiniaguá é uma das narrativas que compõe O Continente, a primeira parte de O Tempo e o Vento, de Érico Veríssimo, publicada em 1949. É a continuação da história da família Terra-Cambará, que havia começado em Ana Terra e A Fonte. Várias das personagens desse romance apareceram em Um Certo Capitão Rodrigo, como Bibiana (esposa do capitão Rodrigo e neta de Ana Terra) e Bento Amaral (antigo pretendente de Bibiana e inimigo do capitão). Na edição da Globo, ocupa as páginas 327 a 459 do segundo volume de O Continente.

## O título
O título faz referência a um mito gaúcho, a teiniaguá, uma princesa moura transformada em salamandra, com uma pedra brilhante em lugar da cabeça, que seduz os homens. É uma alusão simbólica a Luzia, uma das protagonistas, que se casará com Bolívar Cambará, e será mãe de Licurgo, protagonista de O Sobrado. Moça educada e cosmopolita, Luzia se isola do resto da vila, e provoca descofiança na população tradicional. Sua personalidade é insondável e volúvel, e não raras vezes sádica e cruel. Na cena do contrato de casamento, a relação dessa personagem misteriosa com o mito fica mais clara, quando ela usa nos cabelos um belo diamante: 
Estava ela sentada no sofá ao lado do noivo, vestida de crinolina verde, de saia muito rodada com aplicações de renda; tinha cravado nos cabelos dum castanho profundo grande pente em forma de leque, no centro do qual faiscava um brilhante. Winter pensou imediatamente na bela jovem bruxa moura que o diabo, segundo a lenda que corria pela província, transformara numa lagartixa cuja cabeça consistia numa pedra preciosa, de brilho ofuscante.

## Enredo
A vila de Santa Fé, grande palco da ação de O Tempo e o Vento é elevada ao status de cabeça da comarca. O lugar vai lentamente crescendo recebendo novas pessoas, em especial colonos alemães. A história é narrada quase toda sob o ponto de vista de Carl Winter, médico alemão formado em Heidelberg e exilado no Brasil por motivos políticos. Devido a sua profissão, ele entra em intimidade com a maior parte da população da vila, e a escolha de seu ponto de vista é um excelente recurso narrativo. Dessa forma, o médico testemunha de perto o infeliz casamento de Bolívar Cambará (filho de Bibiana e do falecido Capitão Rodrigo) com Luzia, neta de Aguinaldo Silva. Este último era um homem rico, que havia construído um grande sobrado (que mais tarde será o palco da história O Sobrado, também em O Continente) que rivaliza até mesmo com a casa de Bento Amaral, manda-chuva da cidade. Aguinaldo havia conseguido os recursos para tal construção praticando certo tipo de agiotagem na vila, o que atraía para ele a desconfiança da população. O próprio terreno em que o sobrado foi construído havia sido tirado de Pedro Terra (pai de Bibiana), pois este havia emprestado uma certa quantia de Aguinaldo para investir na lavoura de trigo, empresa malfada que lhe custou sua propriedade.
Ávida por recuperar a terra de seu pai, Bibiana estimula a paixão e o casamento do filho com a neta de Aguinaldo, sua única herdeira, apesar da desconfiança que a população toda tinha pela família Silva, e a despeito dos conselhos contrários de seu irmão Juvenal Terra, pai de Florêncio (primo de Bolívar, ascendente do outro ramo da família Terra). Aguinaldo morre e, como Bibiana desejava, Bolívar herda a propriedade que era, a princípio, de seu avô. Eles têm um filho, batizado de Licurgo, que será futuramente o chefe de Santa Fé, com a decadência dos Amarais. Apesar de amar muito a esposa, Bolívar é infeliz, pois ela tem uma personalidade perturbadora, muitas vezes cruel, violenta e sádica.  Winter recomenda que o casal viaje para Porto Alegre, afim de distrair Luzia. Ao chegarem na capital, há uma grande epidemia, mas a mulher se recusa a voltar para a vila por capricho. Quando voltam, finalmente, Bento Amaral ordena que o Sobrado fique em quarentena, para não correrem o risco de espalhar a epidemia, caso o casal estivesse infectado. Bolívar entende isso como uma afronta. Mais perturbado ainda com as atitudes de sua esposa, ele quebra a quarentena, atacando os capangas de Bento que vigiavam, e é alvejado no meio da rua.